# Baskuntjak

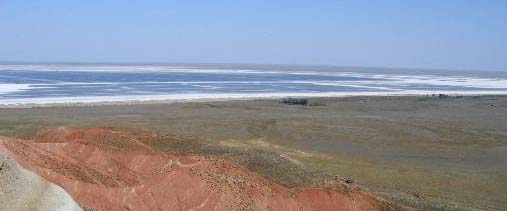

Baskuntjak är en saltsjö i norra delen av Astrachan oblast, södra Ryssland, 18 kilometer lång, 10 kilometer bred, belägen 19 meter under havsnivån.
Baskuntjak var tidigare plats för omfattande saltutvinning, här arbetade 1924 4.000 arbetare.